# Жуткое
Жу́ткое — термин, использованный австрийским психоаналитиком Зигмундом Фрейдом в статье «Жуткое» (1919 года). Основная идея Фрейда, что вопреки всеобщему мнению, жутко нам становится не от столкновения с чем-то неведомым, чужеродным, а, наоборот, с тем, что нам хорошо знакомо.

## История
В своей работе Фрейд ссылается на статью психолога Эрнста Йенча, который анализирует рассказ Э. Т. А. Гофмана «Песочный Человек» («Der Sandmann»), в котором есть реалистичная кукла Олимпия. Фрейд развивает идеи Йенча и продолжает его творческий приём — анализирует литературные произведения, в том числе, Гофмана.
Понятие «жуткое» стоит на пересечении психоанализа и эстетики. В своей работе Фрейд отмечает, что эстетика с большим желанием занимается рассуждениями о величественном и прекрасном, нежели о зловещем и отталкивающем. Очевидно, что Фрейд упустил из поля зрения кантовское понятие «возвышенное», которое если и не является прямым аналогом фрейдовского «жуткого», то, по крайней мере, находится с ним в диалектических отношениях.

В своей статье Фрейд приводит цитату Фридриха Шеллинга:
Жуткое — то, что должно было бы быть скрытым, но обнаружило себя.

## Этимология
Заимствуя термин Фрейда, исследователи нередко сталкивались с его непереводимостью. Проблема в том, что немецкое слово «Unheimlichkeit» при переводе теряет ряд вложенных в него смыслов, и русский его аналог «жуткое» является лишь максимально приблизительным вариантом. В слове Un-heimlich-keit можно вычленить суффикс «keit», который делает прилагательное unheimlich существительным. При анализе феномена жуткого для Фрейда очень важно отрицание «un», и корень «heim» (корень слова, который означает «близкое», «родное», «heimat» — с немецкого «родина»). В русском слове «жуткое» отсутствует отрицание и связь с «родным».

## Жуткое по Фрейду
- Живое имеет признаки неживого или наоборот. Главное — мы не можем утверждать точно.

Йенч выделяет как превосходный случай «сомнение в одушевленности кажущегося живым существа, и наоборот: не одушевлена ли случайно безжизненная вещь» и при этом ссылается на впечатление от восковых фигур, искусно изготовленных кукол и автоматов. 
- Неумышленное повторение

Например, когда блуждают в дремучем лесу, скажем, окутанном туманом, и все же, несмотря на все старания найти заметную или знакомую дорогу, возвращаются повторно к одному и тому же, отмеченному определёнными признаками месту.
- Сбывающееся предчувствие, отчасти самоисполняющееся пророчество, элементы магического мышления, всё это Фрейд называет:

всевластие мыслей
- Привычный порядок вещей, который идёт не так, как заведено.

Теперь необходимо только несколько дополнений, ибо вместе с анимизмом, магией и колдовством, всевластием мыслей, отношением к смерти, неумышленным повторением и комплексом кастрации мы изрядно исчерпали объём факторов, превращающих пугающее в жуткое. […] Оторванные члены, отрубленная голова, отделенная от плеча рука, как в сказках Хауфа, ноги, танцующие сами по себе, как в упомянутой книге А. Шеффера, содержат в себе что-то чрезвычайно жуткое, особенно если им, как в последнем примере, ещё придается самостоятельная деятельность. Мы уже знаем, что эта жуть происходит из сближения с комплексом кастрации. Некоторые люди отдали бы пальму первенства в жутком представлению о погребении его, мнимоумершего.

## Исследования феномена
Развивая дальше концепцию «жуткого», Фрейд обращается к новелле Эрнста Амадея Гофмана «Песочный человек» (1816). Анализируя текст художественного произведения, психоаналитик выделяет основные механизмы для создания эффекта «жуткого»: куклы, восковые фигуры, двойники, призраки, роботы. Все эти объекты объединяет одна и та же черта: мы не в состоянии сказать, жив этот объект или мертв. Все они, так или иначе, напоминают нам человека, но есть и что-то, что выдает в них «нечеловеческое» или «неживое». Именно на этом эффекте выстроена почти вся индустрия фильмов ужасов. К теме двойников обращались в своем творчестве и такие мастера как Альфред Хичкок и Брайан Де Пальма, Стэнли Кубрик и Дэвид Кроненберг.

Отечественный психоаналитик и киновед Виктор Аронович Мазин утверждает, что искусство по природе своей является «двойником реальности», а потому напрямую связано с феноменом жуткого:
Искусство своим технэ напоминает нам о том, что мы, люди, есть искусственные существа. Мы — существа, созданные по образу и подобию других и затем погружающиеся в символическую Вселенную. Это погружение-отчуждение, причем отчуждение конститутивное. Иначе говоря, только благодаря отчуждению от самого себя я и возникаю. И в этом отчуждении — жуткое. И произведение искусства нам об этом напоминает. В произведении искусства заключена техника производства призраков, указывающих на своего создателя, человека.
Австралийский медиатеоретик Скотт Маккуайер в своей книге «Медийный город» пишет, что ещё в 1880-х годах, когда фотография стала доступной, была отмечена невероятная способность камеры «похищать» визуальные обличия предметов.
Нередко фрейдовское «жуткое» рассматривают в связке с воззрениями немецкого философа экзистенциалиста Мартина Хайдеггера. Описывая метафизический страх, Хайдеггер обращается к чувству жуткого, которое возникает от угрозы вторжения Ничто в Бытие. Жуткое по Хайдеггеру означает чувство экзистенциальной бездомности.